# Jaglac
Jaglac (vesnača, jagorčika, lat. Primula), biljni rod iz porodice jaglačevki kojemu pripada od preko 300 pa do blizu
 ili više od 500 vrsta. Jaglac je dobio ime po tome što cvjeta vrlo rano u proljeće i ubraja se u vjesnike proljeća, a njegovo latinsko ime primula, umanjenica je od primus, i znači prvi. U Hrvatskoj je poznato oko 10 vrsta među kojima su najčešći rani jaglac ili jastučasti jaglac, Primula acaulis Huds.; proljetni jaglac, Primula veris L.; visoki jaglac, Primula elatior. Na Velebitu raste Kitajbelov jaglac (Primula kitaibeliana), strogo zaštićena vrsta i nalazi se na Crvenom popisu ugroženih biljaka Hrvatske. Matthiolijeva jamarica (P. matthioli), nekada je uključivana u rod Cortusa kao Cortusa matthioli.
Jaglaci se se pojavljuju u rano proljeće (od kraja ožujka) po planinskim rudinama, livadama i pašnjacima, a uočljivi po svojem žutom cvijeću. Vrijeme cvatnje je sve do svibnja. 
Mnoge vrste su ljekovite, i koristi se u znanstvenoj i narodnoj medicini, osobito korijen i cvjetovi. Za ovu biljku se kaže da ublažuje migrenu i to pomoću čaja od cvjetova.

## Popis vrsta
1. Primula advena W.W.Sm.
2. Primula aemula Balf.f. & Forrest
3. Primula aerinantha Balf.f. & Purdom
4. Primula afghanica Wendelbo
5. Primula agleniana Balf.f. & Forrest
6. Primula albenensis Banfi & Ferl.
7. Primula alcalina Cholewa & D.M.Hend.
8. Primula algida Adams
9. Primula aliciae G.Taylor ex W.W.Sm. & H.R.Fletcher
10. Primula allionii Loisel.
11. Primula alpicola (W.W.Sm.) Stapf
12. Primula alsophila Balf.f. & Farrer
13. Primula ambita Balf.f.
14. Primula amethystina Franch.
15. Primula amoena M.Bieb.
16. Primula angustifolia Torr.
17. Primula anisodora Balf.f. & Forrest
18. Primula annulata Balf.f. & Kingdon-Ward
19. Primula anthemifolia G.Hao, C.M.Hu & Yuan Xu
20. Primula anvilensis S.Kelso
21. Primula apennina Widmer
22. Primula apenninodes Kress
23. Primula apicicallosa D.Fang
24. Primula aromatica W.W.Sm. & Forrest
25. Primula arunachalensis S.K.Basak & Maiti
26. Primula asarifolia H.R.Fletcher
27. Primula assamica H.R.Fletcher
28. Primula atrodentata W.W.Sm.
29. Primula aurantiaca W.W.Sm. & Forrest
30. Primula aureata H.R.Fletcher
31. Primula aurentina Kress
32. Primula auricula L., uškasti jaglac
33. Primula auriculata Lam.
34. Primula baileyana Kingdon-Ward
35. Primula baldshuanica B.Fedtsch.
36. Primula barbatula W.W.Sm.
37. Primula barbicalyx C.H.Wright
38. Primula bathangensis Petitm.
39. Primula bella Franch.
40. Primula bellidifolia King ex Hook.f.
41. Primula bergenioides C.M.Hu & Y.Y.Geng
42. Primula bhutanica H.R.Fletcher
43. Primula blandula W.W.Sm.
44. Primula blattariformis Franch.
45. Primula blinii H.Lév.
46. Primula bomiensis F.H.Chen & C.M.Hu
47. Primula boothii Craib
48. Primula borealis Duby
49. Primula boreiocalliantha Balf.f. & Forrest
50. Primula botschantzevii Czukav. & Kovalevsk.
51. Primula brachystoma W.W.Sm.
52. Primula bracteosa Craib
53. Primula breviscapa Franch.
54. Primula bukukunica Kovt.
55. Primula bullata Franch.
56. Primula bulleyana Forrest
57. Primula buryana Balf.f.
58. Primula caldaria W.W.Sm. & Forrest
59. Primula calderiana Balf.f. & R.E.Cooper
60. Primula calliantha Franch.
61. Primula calthifolia W.W.Sm.
62. Primula calyptrata X.Gong & R.C.Fang
63. Primula candicans W.W.Sm.
64. Primula capillaris N.H.Holmgren & A.H.Holmgren
65. Primula capitata Hook.
66. Primula capitellata Boiss.
67. Primula cardioeides W.W.Sm. & H.R.Fletcher
68. Primula carniolica Jacq.
69. Primula carolinehenryae S.O´Brien
70. Primula caulifera C.M.Hu
71. Primula cavaleriei Petitm.
72. Primula caveana W.W.Sm.
73. Primula cawdoriana Kingdon-Ward
74. Primula celsiiformis Balf.f.
75. Primula centellifolia G.Hao, C.M.Hu & Y.Xu
76. Primula cerina H.R.Fletcher
77. Primula cernua Franch.
78. Primula chamaedoron W.W.Sm.
79. Primula chamaethauma W.W.Sm.
80. Primula chapaensis Gagnep.
81. Primula chartacea Franch.
82. Primula chasmophila (Balf.f. ex Hutch.) Balf.f. ex Hutch.
83. Primula chienii W.P.Fang
84. Primula chimingiana G.Hao, S.Yuan & D.X.Zhang
85. Primula chionantha Balf.f. & Forrest
86. Primula chionata W.W.Sm.
87. Primula chionogenes H.R.Fletcher
88. Primula chishuiensis C.M.Hu, G.Hao & Y.Xu
89. Primula chrysochlora Balf.f. & Kingdon-Ward
90. Primula chrysostoma O.Schwarz
91. Primula chumbiensis W.W.Sm.
92. Primula chungensis Balf.f. & Kingdon-Ward
93. Primula cicutariifolia Pax
94. Primula cinerascens Franch.
95. Primula clarkei G.Watt
96. Primula clusiana Tausch, Clusijev jaglac
97. Primula clutterbuckii Kingdon-Ward
98. Primula cockburniana Hemsl.
99. Primula coelata Stapf
100. Primula coerulea Forrest
101. Primula comata H.R.Fletcher
102. Primula comberi W.W.Sm.
103. Primula concholoba Stapf & Sealy
104. Primula concinna G.Watt
105. Primula conspersa Balf.f. & Purdom
106. Primula cooperi Balf.f.
107. Primula cordifolia Rupr.
108. Primula cortusoides L.
109. Primula coryphaea Balf.f. & Kingdon-Ward
110. Primula crassa Hand.-Mazz.
111. Primula crassifolia Lehm.
112. Primula crispata Balf.f. & W.W.Sm.
113. Primula crocifolia Pax & K.Hoffm.
114. Primula cuneifolia Ledeb.
115. Primula cunninghamii King ex Craib
116. Primula cusickiana (A.Gray) A.Gray
117. Primula daonensis (Leyb.) Leyb.
118. Primula darialica Rupr.
119. Primula davidii Franch.
120. Primula deflexa Duthie
121. Primula dejuniana G.Hao, C.M.Hu & Yuan Xu
122. Primula densa Balf.f.
123. Primula denticulata Sm.
124. Primula denticuloides Y.J.Nasir
125. Primula deorum Velen.
126. Primula deuteronana Craib
127. Primula diantha Bureau & Franch.
128. Primula dickieana G.Watt
129. Primula dictophylla W.W.Sm.
130. Primula divaricata F.H.Chen & C.M.Hu
131. Primula domensis Kass & S.L.Welsh
132. Primula dongchuanensis Z.K.Wu & Y.Yuan Huang
133. Primula drummondiana Craib
134. Primula dryadifolia Franch.
135. Primula duclouxii Petitm.
136. Primula dueckelmannii Gilli
137. Primula dujiangyanensis W.B.Ju, Bo Xu & X.F.Gao
138. Primula dumicola W.W.Sm. & Forrest
139. Primula duthieana Balf.f. & W.W.Sm.
140. Primula eburnea Balf.f. & R.E.Cooper
141. Primula efarinosa Pax
142. Primula effusa W.W.Sm. & Forrest
143. Primula egaliksensis Wormsk. ex Hornem.
144. Primula elatior (L.) L., visoki jaglac
145. Primula elizabethiae Ludlow ex W.W.Sm.
146. Primula elliptica Royle
147. Primula elongata G.Watt
148. Primula epilithica F.H.Chen & C.M.Hu
149. Primula epilosa Craib
150. Primula erosa (Wall. ex Duby) Regel
151. Primula erratica W.W.Sm.
152. Primula erythrocarpa Craib
153. Primula esquirolii Petitm.
154. Primula euchaites W.W.Sm.
155. Primula eugeniae Fed.
156. Primula euosma Craib
157. Primula euprepes (W.W.Sm.) A.J.Richards
158. Primula eximia Greene
159. Primula faberi Oliv.
160. Primula fagosa Balf.f. & Craib
161. Primula falcifolia Kingdon-Ward
162. Primula fangii F.H.Chen & C.M.Hu
163. Primula fangingensis F.H.Chen & C.M.Hu
164. Primula farinifolia Rupr.
165. Primula farinosa L., brašnasti jaglac
166. Primula farreriana Balf.f.
167. Primula fasciculata Balf.f. & Kingdon-Ward
168. Primula fea Kingdon-Ward
169. Primula fedtschenkoi Regel
170. Primula fenghwaiana C.M.Hu & G.Hao
171. Primula fernaldiana W.W.Sm.
172. Primula filchnerae R.Knuth
173. Primula filipes G.Watt
174. Primula fimbriata Wall. ex Duby
175. Primula firmipes Balf.f. & Forrest
176. Primula fistulosa Turkev.
177. Primula flabellifera W.W.Sm.
178. Primula flaccida N.P.Balakr.
179. Primula flagellaris W.W.Sm.
180. Primula flava Maxim.
181. Primula flexuosa Turkev.
182. Primula florindae Kingdon-Ward
183. Primula frondosa Janka
184. Primula gambeliana G.Watt
185. Primula garhwalica (Balodi & S.Singh) K.K.Khanna & An.Kumar
186. Primula gemmifera Batalin
187. Primula geraniifolia Hook.f.
188. Primula geranophylla Kovalevsk.
189. Primula giraldiana Pax
190. Primula glabra Klatt
191. Primula glandulifera Balf.f. & W.W.Sm.
192. Primula glaucescens Moretti
193. Primula glomerata Pax
194. Primula glutinosa Wulfen
195. Primula gracilenta Dunn
196. Primula gracilipes Craib
197. Primula gracilituba C.M.Hu & Nuraliev
198. Primula graminifolia Pax & K.Hoffm.
199. Primula grandis Trautv.
200. Primula griffithii (G.Watt) Pax
201. Primula grignensis D.M.Moser
202. Primula halleri J.F.Gmel., dugocvjetni jaglac
203. Primula handeliana W.W.Sm. & Forrest
204. Primula hazarica Duthie
205. Primula helodoxa Balf.f.
206. Primula henrici Bureau & Franch.
207. Primula heterochroma Stapf
208. Primula heucherifolia Franch.
209. Primula hidakana Miyabe & Kudô
210. Primula hilaris W.W.Sm.
211. Primula hirsuta All.
212. Primula hoffmanniana W.W.Sm.
213. Primula hoii W.P.Fang
214. Primula homogama F.H.Chen & C.M.Hu
215. Primula hongshanensis D.W.H.Rankin, Z.D.Fang & H.Sun
216. Primula hookeri G.Watt
217. Primula huashanensis F.H.Chen & C.M.Hu
218. Primula hubeiensis Xin W.Li
219. Primula hunanensis G.Hao, C.M.Hu & X.L.Yu
220. Primula hydrocotylifolia G.Hao, C.M.Hu & Yuan Xu
221. Primula hylobia W.W.Sm.
222. Primula hypoleuca Hand.-Mazz.
223. Primula ianthina Balf.f. & Cave
224. Primula iljinskii Fed.
225. Primula inayatii Duthie
226. Primula incana M.E.Jones
227. Primula inopinata H.R.Fletcher
228. Primula intanoensis T.Yamaz.
229. Primula integrifolia L.
230. Primula interjacens F.H.Chen
231. Primula intricata Gren. & Godr.
232. Primula ioessa W.W.Sm.
233. Primula irregularis Craib
234. Primula isfarensis Turak. & Gazyb.
235. Primula jaffreyana King
236. Primula japonica A.Gray
237. Primula jesoana Miq.
238. Primula jigmediana W.W.Sm.
239. Primula jiugongshanensis J.W.Shao
240. Primula jucunda W.W.Sm.
241. Primula juliae Kusn.
242. Primula kaufmanniana Regel
243. Primula khasiana Balf.f. & W.W.Sm.
244. Primula kialensis Franch.
245. Primula kingii G.Watt
246. Primula kisoana Miq.
247. Primula kitaibeliana Schott, Kitajbelov jaglac
248. Primula klattii N.P.Balakr.
249. Primula klaveriana Forrest
250. Primula knorringiana Fed.
251. Primula knuthiana Pax
252. Primula kwangtungensis W.W.Sm.
253. Primula kweichouensis W.W.Sm.
254. Primula lacerata W.W.Sm.
255. Primula laciniata Pax & K.Hoffm.
256. Primula lactucoides F.H.Chen & C.M.Hu
257. Primula latifolia Lapeyr.
258. Primula latisecta W.W.Sm.
259. Primula laurentiana Fernald
260. Primula laxiuscula W.W.Sm.
261. Primula leptophylla Craib
262. Primula levicalyx C.M.Hu & Z.R.Xu
263. Primula lihengiana C.M.Hu & R.Li
264. Primula lilacina A.J.Richards
265. Primula limbata Balf.f. & Forrest
266. Primula listeri King ex Hook.f.
267. Primula lithophila F.H.Chen & C.M.Hu
268. Primula littledalei Balf.f. & G.Watt
269. Primula longipes Freyn & Sint.
270. Primula longipilosa Ze H.Wang & H.Peng
271. Primula longiscapa Ledeb.
272. Primula longistyla X.D.Ma & J.Y.Shen
273. Primula lungchiensis W.P.Fang
274. Primula luteoflora X.F.Gao & W.B.Ju
275. Primula luteola Rupr.
276. Primula macrocarpa Maxim.
277. Primula macrophylla D.Don
278. Primula magellanica Lehm.
279. Primula maguirei L.O.Williams
280. Primula malacoides Franch.
281. Primula mallophylla Balf.f.
282. Primula malvacea Franch.
283. Primula marginata Curtis
284. Primula matthioli (L.) V.A.Richt.
285. Primula maximowiczii Regel
286. Primula mazurenkoae A.P.Khokhr.
287. Primula megalocarpa H.Hara
288. Primula megaseifolia Boiss. & Balansa ex Boiss.
289. Primula meiantha Balf.f. & W.W.Sm.
290. Primula meiotera (W.W.Sm. & H.R.Fletcher) C.M.Hu
291. Primula melanantha (Franch.) C.M.Hu
292. Primula melanodonta W.W.Sm.
293. Primula merrilliana Schltr.
294. Primula meyeri Rupr.
295. Primula mianyangensis G.Hao & C.M.Hu
296. Primula minima L.
297. Primula minkwitziae W.W.Sm.
298. Primula minor Balf.f. & Kingdon-Ward
299. Primula minutissima Jacq. ex Duby
300. Primula mishmiensis Kingdon-Ward
301. Primula mistassinica Michx.
302. Primula miyabeana Ito & Kawak.
303. Primula modesta Bisset & Moore
304. Primula mollis Nutt. ex Hook.
305. Primula monticola (Hand.-Mazz.) F.H.Chen & C.M.Hu
306. Primula morsheadiana Kingdon-Ward
307. Primula moupinensis Franch.
308. Primula munroi Lindl.
309. Primula muscarioides Hemsl.
310. Primula muscoides Hook.f. ex G.Watt
311. Primula nana Wall.
312. Primula nanocapitata Balf.f. & W.W.Sm. ex S.K.Basak & Maiti
313. Primula neurocalyx Franch.
314. Primula nevadensis N.H.Holmgren
315. Primula nghialoensis D.W.H.Rankin
316. Primula ninguida W.W.Sm.
317. Primula nipponica Yatabe
318. Primula nivalis Pall.
319. Primula normaniana Kingdon-Ward
320. Primula nutans Georgi
321. Primula nutantiflora Hemsl.
322. Primula obconica Hance
323. Primula obliqua W.W.Sm.
324. Primula obsessa W.W.Sm.
325. Primula obtusifolia Royle
326. Primula occlusa W.W.Sm.
327. Primula odontica W.W.Sm.
328. Primula odontocalyx (Franch.) Pax
329. Primula olgae Regel
330. Primula optata Farrer
331. Primula orbicularis Hemsl.
332. Primula oreodoxa Franch.
333. Primula ovalifolia Franch.
334. Primula oxygraphidifolia W.W.Sm. & Kingdon-Ward
335. Primula palinuri Petagna
336. Primula palmata Hand.-Mazz.
337. Primula pamirica Fed.
338. Primula parryi A.Gray
339. Primula partschiana (Hemsl.) Pax
340. Primula pauliana W.W.Sm. & Forrest
341. Primula pedemontana Gaudin
342. Primula pelargoniifolia G.Hao, C.M.Hu & Z.Y.Liu
343. Primula pellucida Franch.
344. Primula pengzhouensis C.M.Hu, G.Hao & Y.Xu
345. Primula persimilis G.Hao, C.M.Hu & Y.Xu
346. Primula petelotii W.W.Sm.
347. Primula petiolaris Wall.
348. Primula petrocallis F.H.Chen & C.M.Hu
349. Primula pingbaensis Na Zhang, X.Q.Jiang & Z.K.Wu
350. Primula pinnata Popov & Fed.
351. Primula pinnatifida Franch.
352. Primula poissonii Franch.
353. Primula polonensis Kingdon-Ward
354. Primula poluninii H.R.Fletcher
355. Primula polyneura Franch.
356. Primula praeflorens F.H.Chen & C.M.Hu
357. Primula praenitens Ker Gawl.
358. Primula praetermissa W.W.Sm.
359. Primula prenantha Balf.f. & W.W.Sm.
360. Primula prevernalis F.H.Chen & C.M.Hu
361. Primula primulina (Spreng.) H.Hara
362. Primula prolifera Wall.
363. Primula pseudodenticulata Pax
364. Primula pseudoelatior Kuzn.
365. Primula pskemensis Lazkov
366. Primula pulchella Franch.
367. Primula pulchra G.Watt
368. Primula pullulatrix O.Schwarz
369. Primula pulverulenta Duthie
370. Primula pumilio Maxim.
371. Primula purdomii Craib
372. Primula pycnoloba Bureau & Franch.
373. Primula qinghaiensis F.H.Chen & C.M.Hu
374. Primula qiupuensis J.W.Shao
375. Primula ramzanae W.W.Sm. & H.R.Fletcher
376. Primula recubariensis Prosser & Scorteg.
377. Primula reflexa Petitm.
378. Primula reidii Duthie
379. Primula reinii Franch. & Sav.
380. Primula renifolia Volgunov
381. Primula repentina O.Schwarz
382. Primula reptans Hook.f. ex G.Watt
383. Primula reticulata Wall.
384. Primula rhodochroa W.W.Sm.
385. Primula rimicola W.W.Sm.
386. Primula rockii W.W.Sm.
387. Primula rosea Royle
388. Primula rotundifolia Wall.
389. Primula rubicunda H.R.Fletcher
390. Primula rubifolia C.M.Hu
391. Primula rugosa N.P.Balakr.
392. Primula runcinata C.M.Hu
393. Primula rupestris Balf.f. & Farrer
394. Primula rupicola Balf.f. & Forrest
395. Primula ruprechtii Kusnezowa ex Lipsky
396. Primula rusbyi Greene
397. Primula russeola Balf.f. & Forrest
398. Primula sandemaniana W.W.Sm.
399. Primula sapphirina Hook.f. & Thomson
400. Primula saturata W.W.Sm. & H.R.Fletcher
401. Primula saxatilis Kom.
402. Primula scandinavica Bruun
403. Primula scapigera (Hook.f.) Craib
404. Primula schlagintweitiana Pax
405. Primula sciophila Balf.f. & Kingdon-Ward
406. Primula scopulicola G.Hao, C.M.Hu & Y.Xu
407. Primula scotica Hook.
408. Primula secundiflora Franch.
409. Primula septemloba Franch.
410. Primula serrata Georgi
411. Primula serratifolia Franch.
412. Primula sertulum Franch.
413. Primula sessilis Royle ex Craib
414. Primula sharmae H.R.Fletcher
415. Primula sherriffiae W.W.Sm.
416. Primula siamensis Craib
417. Primula sieboldii É.Morren
418. Primula sikkimensis Hook.
419. Primula silaensis Petitm.
420. Primula sinoexscapa C.M.Hu
421. Primula sinohumilis G.Hao & C.M.Hu
422. Primula sinolisteri Balf.f.
423. Primula sinomollis Balf.f. & Forrest
424. Primula sinoplantaginea Balf.f.
425. Primula sinuata Franch.
426. Primula siphonantha W.W.Sm.
427. Primula smithiana Craib
428. Primula soldanelloides G.Watt
429. Primula sonchifolia Franch.
430. Primula soongii F.H.Chen & C.M.Hu
431. Primula sorachiana Miyabe & Tatew.
432. Primula souliei Franch.
433. Primula spathulifolia Craib
434. Primula spectabilis Tratt.
435. Primula specuicola Rydb.
436. Primula spicata Franch.
437. Primula stenocalyx Maxim.
438. Primula stenodonta Balf.f. ex W.W.Sm. & H.R.Fletcher
439. Primula stirtoniana G.Watt
440. Primula stricta Hornem.
441. Primula strumosa Balf.f. & R.E.Cooper
442. Primula stuartii Wall.
443. Primula subpyrenaica Aymerich, L.Sáez & López-Alvarado
444. Primula subularia W.W.Sm.
445. Primula suffrutescens A.Gray
446. Primula sunhangii T.Deng, D.G.Zhang & Jiao Sun
447. Primula surculosa Y.Xu & G.Hao
448. Primula szechuanica Pax
449. Primula takedana Tatew.
450. Primula taliensis Forrest
451. Primula tangutica Duthie
452. Primula tanneri King
453. Primula tanupoda Balf.f. & W.W.Sm.
454. Primula tardiflora (C.M.Hu) C.M.Hu
455. Primula tayloriana H.R.Fletcher
456. Primula tenella King ex Hook.f.
457. Primula tenuiloba (G.Watt) Pax
458. Primula tenuipes F.H.Chen & C.M.Hu
459. Primula tenuituba C.M.Hu & Y.Y.Geng
460. Primula thearosa Kingdon-Ward
461. Primula tibetica G.Watt
462. Primula tongolensis Franch.
463. Primula tosaensis Yatabe
464. Primula tournefortii Rupr.
465. Primula tridentifera F.H.Chen & C.M.Hu
466. Primula triloba Balf.f. & Forrest
467. Primula tsaiana G.Hao & Y.Xu
468. Primula tsariensis W.W.Sm.
469. Primula tschuktschorum Kjellm.
470. Primula tsiangii W.W.Sm.
471. Primula tsongpenii H.R.Fletcher
472. Primula turkeviczii V.V.Byalt
473. Primula tyrolensis Schott
474. Primula tzetsouensis Petitm.
475. Primula umbratilis Balf.f. & R.E.Cooper
476. Primula undulifolia G.Hao, C.M.Hu & Y.Xu
477. Primula urceolata Aver. & K.S.Nguyen
478. Primula urticifolia Maxim.
479. Primula vaginata G.Watt
480. Primula valentinae Fed.
481. Primula valentiniana Hand.-Mazz.
482. Primula vallicola Y.Xu, G.Hao & C.M.Hu
483. Primula veitchiana Petitm.
484. Primula veris L., proljetni jaglac
485. Primula vialii Delavay ex Franch.
486. Primula villosa Wulfen
487. Primula vilmoriniana Petitm.
488. Primula violacea W.W.Sm. & Kingdon-Ward
489. Primula violaris W.W.Sm. & H.R.Fletcher
490. Primula virginis H.Lév.
491. Primula vulgaris Huds.Huds., obični jaglac
492. Primula waddellii Balf.f. & W.W.Sm.
493. Primula walshii Craib
494. Primula waltonii G.Watt ex Balf.f.
495. Primula wangii F.H.Chen & C.M.Hu
496. Primula wannanensis Xiao He & J.W.Shao
497. Primula warshenewskiana B.Fedtsch.
498. Primula watsonii Dunn
499. Primula wattii King ex G.Watt
500. Primula wawushanica G.Hao, C.M.Hu & Yuan Xu
501. Primula wenshanensis F.H.Chen & C.M.Hu
502. Primula whitei W.W.Sm.
503. Primula wigramiana W.W.Sm.
504. Primula wilsonii Dunn
505. Primula wollastonii Balf.f.
506. Primula wolongensis W.B.Ju, Bo Xu & X.F.Gao
507. Primula woodwardii Balf.f.
508. Primula woonyoungiana W.P.Fang
509. Primula wulfeniana Schott, Wulfenov jaglac
510. Primula xanthopa Balf.f. & R.E.Cooper
511. Primula xingshanensis Yu B.Wang
512. Primula xinningensis Wei Zhang bis & J.W.Shao
513. Primula youngeriana W.W.Sm.
514. Primula yunnanensis Franch.
515. Primula yuparensis Takeda
516. Primula zhexiensis Xiao He & J.W.Shao
517. Primula zhui Y.H.Tan & B.Yang
518. Primula ×admontensis Gusmus ex G.C.Churchill
519. Primula ×berninae A.Kern.
520. Primula ×boni-auxilii Kress
521. Primula ×bowlesii Farrer
522. Primula ×caruelii Porta
523. Primula ×deschmannii Ingw.
524. Primula ×digenea A.Kern.
525. Primula ×discolor Leyb.
526. Primula ×dschungdienensis Hand.-Mazz.
527. Primula ×dumoulinii Stein
528. Primula ×elisabethae Sünd.
529. Primula ×escheri Brügger
530. Primula ×facchinii Schott
531. Primula ×floerkeana Schrad.
532. Primula ×goebelii A.Kern.
533. Primula ×heeri Brügger
534. Primula ×hugueninii Brügger
535. Primula ×judicariensis Beyer
536. Primula ×juribella Sünd.
537. Primula ×kolbeana Stein
538. Primula ×kraettliana Brügger
539. Primula ×latillosa Kress
540. Primula ×latiscosa Kress
541. Primula ×loiseleurii Sünd.
542. Primula ×margfolia Kress
543. Primula ×margsuta Kress
544. Primula ×media Peterm.
545. Primula ×morissetii Lepage
546. Primula ×muretiana Moritzi
547. Primula ×obovata Huter
548. Primula ×polyantha Mill.
549. Primula ×pubescens (Wulfen) Loisel.
550. Primula ×pumila A.Kern.
551. Primula ×salomonii Sünd.
552. Primula ×santii Gola
553. Primula ×schottii Sünd.
554. Primula ×steinii Obrist ex Stein
555. Primula ×sturii Schott ex Kolb
556. Primula ×uzungolensis Terzioglu & Coskunç.
557. Primula ×vallarsae Prosser & Scorteg.
558. Primula ×varians Sünd.
559. Primula ×venusta Host
560. Primula ×venzoides Huter ex Venzo
561. Primula ×weldeniana (A.Kern.) Dalla Torre & Sarnth.
562. Primula ×wettsteinii Wiedem.

## Galerija
- P. veris,
- P. veris,
- visoki jaglac, Primula elatior
- P. elatior
- rani ili jastučasti jaglac, P. acaulis
- P. vulgaris
- brašnasti jaglac, P. farinosa
- P. burmanica